# Heckler & Koch UMP
Heckler & Koch UMP (Universale Maschinenpistole, німецький «Universal Machine Pistol») — пістолет-кулемет, розроблений і виготовлений компанією Heckler & Koch. Компанія Heckler & Koch розробила UMP як легший і дешевший наступник MP5, хоча обидва вони залишаються у виробництві. UMP був прийнятий для використання в різних країнах, включаючи Бразилію, Канаду та Сполучені Штати. Невелика кількість UMP під патрон .45 ACP була офіційно придбана 5-ю групою спеціальних сил спеціального призначення армії Сполучених Штатів, причому деяка зброя використовувалася обмежено в перші роки повстанського руху в Іраку, що робить його одним з небагатьох пістолетів-кулеметів, які застосовували американські військові під час останніх конфліктів.

## Історія
UMP був розроблений у 1990-х роках компанією Heckler & Koch (H&K) як дешевша та легша альтернатива MP5, у якій інтенсивно використовувалися полімери. UMP вперше надійшов у виробництво в 2000 році. Він був розроблений в основному для використання американськими військовими та правоохоронними підрозділами, оскільки MP5 не був доступний у .45 ACP, патрон, який був популярний у Сполучених Штатах, але не в Європі. Незважаючи на вдосконалення UMP і зниження вартості, він не замінив MP5, який в кінцевому підсумку перевищив продажі UMP.